# Bitka pri Thomas Creeku
Bitka pri Thomas Creeku, znana tudi kot pokol pri Thomas Creeku, je bila zaseda majhnega oddelka konjeniške milice Georgije s strani mešanih sil britanskih vojakov, lojalistične milice in britanskih zavezniških Indijancev 17. maja 1777 blizu ustja Thomas Creeka v severni Vzhodni Floridi. Srečanje je bil edini večji spopad v drugem od treh neuspelih poskusov ameriških sil, da bi v zgodnjih letih ameriške revolucionarne vojne napadle Vzhodno Florido.
Poskus invazije je vključeval pomorsko flotiljo, ki je prevažala čete kontinentalne vojske in četo milice konjenice, ki je potovala po kopnem. Flotilja je zamujala pri doseganju zbirnega mesta, britanska obveščevalna služba pa je izvedela za odpravo in locirala konjenico. Britanci so postavili zasedo, ki je razbila in razkropila konjenico ter zajela več kot 30 ujetnikov. Muscogee naj bi nato hladnokrvno ubili več ujetnikov, v maščevanje za smrt člana svojega plemena v prejšnjem spopadu.
Polkovnik Samuel Elbert, poveljnik invazije, je opustil odpravo, ko se je njegova flotilja soočila z ozkimi kanali in pripravljenimi britanskimi obrambnimi položaji. Poznejša odprava leta 1778 proti Vzhodni Floridi je propadla zaradi nesoglasij v vodstvu, čeprav je prišlo do spopada pri  Alligator Bridge.

## Ozadje
Po roparski odpravi lojalista Thomasa Browna februarja 1777 proti njegovi državi Georgiji je predsednik Georgie Button Gwinnett organiziral odpravo proti prestolnici britanske Vzhodne Floride, St. Augustine. General Robert Howe, poveljnik južnega oddelka kontinentalne vojske, se je strinjal, da bo prispeval nekaj kontinentalnih sil in pooblastil polkovnika Samuela Elberta iz 2. georgijskega polka in brigadnega generala Lachlana McIntosha za sodelovanje. McIntosh in Gwinnett sta bila zagrizena politična sovražnika in se nista mogla dogovoriti o vprašanjih poveljevanja in strategije. Posledično sta Howe in zakonodajna skupščina Georgie poveljstvo operacije prepustila polkovniku Elbertu. (Druga posledica nesoglasja med McIntoshom in Gwinnettom je bil dvoboj, ki sta ga imela 16. maja; oba sta bila ranjena, Gwinnett pa je umrl nekaj dni kasneje.) Poleg 300 kontinentalcev iz 1. in 2. georgijskega polka je odprava vključevala tudi nekaj milice konjenice, ki jo je vodil polkovnik John Baker. Viri se razlikujejo glede točne velikosti Bakerjeve čete; poroča se, da je bilo bodisi okoli 100 ali 200 mož.
Odprava je zapustila Sunbury 1. maja. Bakerjeva konjenica je jezdila po kopnem, medtem ko so Elbertovi kontinentalci pluli po celinski plovni poti z pričakovanjem srečanja pri Sawpit Bluffu, blizu ustja reke Nassau v današnjem okrožju Duval na Floridi. Baker je dosegel Sawpit Bluff 12. maja. Flotilja, pod poveljstvom komodorja Oliverja Bowena, je zamujala zaradi nasprotnih vetrov in ni dosegla otoka Amelia do 18. maja.

## Bojni red

### Kontinentalci
Spodaj je seznam enot, vključenih v "invazijo", čeprav de jih je večina obrnila nazaj na polovici poti skozi Georgijo zaradi odpoklica generala Charlesa Leeja. Enote, ki so bile del skupine, so vključevale
- (odred) 3. južnokarolinski polk (južnokarolinski rangerski polk)]], konjeniška enota

- Georgia Regiment  Horse Rangers

- 1st North Carolina Regiment

- 2nd North Carolina Regiment

- 3rd North Carolina Regiment

- (odred) 2nd South Carolina Regiment

- 1st Georgia Regiment

- 2nd Georgia Regiment

- 3rd Georgia Regiment

- (elementi) 5. južnokarolinski polk (1. južnokarolinski strelski polk)

- 6. južnokarolinski polk (2. južnokarolinski strelski polk)

- (odred) 4. južnokarolinski polk (južnokarolinski artilerijski polk)

### Kraljevina Velika Britanija
Enote, vključene v obrambo britanske vzhodne Floride, so bile:
- East Florida Volunteers (lojalisti)

- 1st East Florida Militia [polk]

- 2nd East Florida Militia [polk]

- Minorca Volunteer Company, Milicija vzhodne Floride

- East Florida Rangers (lojalisti)

## Uvod
Guverner Vzhodne Floride Patrick Tonyn je bil aprila opozorjen na načrte Georgie in je poročal, da je Bakerjeva četa 10. maja prečkala reko St. Marys]]. Mešana skupina lojalističnih rangerjev in predvsem Muscogee Indijancev pod vodstvom podpolkovnika Browna je po februarskem napadu ostala aktivna na meji med obema provincama; odkrili so Bakerjev tabor. Brown je želel ujeti enega od Georgijcev za zaslišanje, vendar so bile Bakerjeve patrulje pozorne in skupina, poslana v ta namen, je bila obstreljevana.
V noči med 14. in 15. majem je Brown poslal 15 Indijancev, da bi ukradli Bakerjeve konje. Uspešno so vzeli nekaj Bakerjevih konj (viri se ne strinjajo glede točnega števila, navajajo bodisi 40 ali 100), vendar so jih Bakerjevi možje zasledovali. V spopadu, ki je sledil, so bili konji vrnjeni; vendar je bil ubit vsaj en Indijanec (iz plemena Chiaha), Britanci pa so poročali, da so njegovo truplo Georgijci pohabili. Poročilo guvernerja Tonyna o akciji, napisano 18. junija, je opozorilo, da je to "zelo razjezilo divjake", kar se je pozneje izkazalo za katastrofalno za Američane.
Zaskrbljen zaradi zamude Elbertovih sil in ker je od lokalnega prebivalca izvedel, da so bile oblasti opozorjene na odpravo, se je Baker premaknil proti zahodu, da bi našel boljšo strateško lokacijo za čakanje, in se utaboril na bregovih Thomas Creeka, pritoka reke Nassau. Medtem so bili Brownovi Indijanci in rangerji okrepljeni z britanskimi rednimi vojaki pod poveljstvom majorja Marka Prevosta, kar je njihovo skupno moč povečalo na približno 200. Njihovi izvidniki so odkrili ameriški tabor v noči med 16. in 17. majem.

## Bitka
Brownovi Indijanci in rangerji so postavili zasedo pred Bakerjevo potjo, medtem ko so Prevostovi redni vojaki napredovali v treh kolonah za Bakerjem. Ko je Bakerjeva kolona okoli 9.00 dosegla zasedo, so Brownovi možje izvedli presenetljiv strel z razdalje 50 yd (46 m) s sprednje in bočne strani. Baker in njegovi možje so se obrnili, da bi pobegnili, naravnost v Prevostove prihajajoče redne vojake. Patrioti, že pretreseni, so bili hitro preplavljeni z velikim številom rangerjev in Indijancev, ki so se pojavili v podrastju. Približno polovica Georgijcev je pobegnila ob prvem pogledu na sovražnika; Baker, čigar konja je vzel eden od njegovih tovarišev, je pobegnil v močvirja.
Poročila o žrtvah iz srečanja se razlikujejo. David Russell poroča, da so bili trije georgijci ubiti, devet ranjenih in 31 ujetih ter da so mnoge ujetnike kasneje pobili maščevalni Muscogeeji. Charles Jones poroča o podobnih številkah, le da je bilo ujetih 34 ljudi, kar je potrdil tudi William Nester. Edward Cashin trdi, da je bilo ujetih 40 zapornikov, od katerih jih je 16 preživelo pokol Muscogeejev. Poročilo "[National Park Service" o bitki navaja, da je bilo v bitki ubitih osem, ranjenih devet in ujetih 31, od katerih jih je bilo kasneje ubitih 15. Niti guverner Tonyn niti podpolkovnik Brown nista poročala o žrtvah na svoji strani.

## Posledice
Elbert je s svojimi možmi prispel na Vzhodno Florido dva dni po bitki, pristal je na severnem koncu Amelia Island. Elbert ni vedel, da je guverner Tonyn poslal majhno floto, da bi se mu zoperstavila pri reki St. Marys, vendar so jih vetrovi odnesli na morje, kjer se je ena ladja zapletla v bitko z pirati in Elbert je lahko dosegel Amelia Island brez resnejših incidentov. 19. maja ga je srečalo 13 Bakerjevih mož, ki so poročali o dogajanju. Trije možje, ki so pobegnili iz ujetništva, so prispeli dva dni kasneje in poročali, da je bilo pet njihovih rojakov hladnokrvno ubitih s strani njihovih indijanskih stražarjev. Glede na te novice, grožnjo Tonynove majhne flote in dejstvo, da njegovi čolni niso mogli prečkati ozkega kanala med Amelia Island in celino, se je Elbert odločil opustiti invazijo in 26. maja odplul proti Savannah.
Brigadni general Augustine Prevost, vojaški poveljnik v St. Augustinu (in starejši brat Marka Prevosta), je zasluge za uspešno akcijo v celoti pripisal rednim vojakom. Kritiziral je Brownove rangerje in Indijance, ker niso preganjali preostalih patriotov in zavrnil plačilo za odpravo pišoč, da so "Indijanci imeli svoj plen, rangerji živino, vojaki pa nič drugega kot težave."
Brown in njegovi možje so nadaljevali z napadi v Georgiji, kar je v patriotskih krogih povzročilo ponovne pozive k akciji. Učinkovitost Brownovih napadov je tudi spodbudila guvernerja Tonyna, da je lobiral pri generalu Williamu Howeu za odpravo, da bi ponovno pridobil britanski nadzor nad Georgijo. Leta 1778 sta ameriški general Robert Howe in takratni predsednik Georgije John Houstoun načrtovala še eno odpravo proti Vzhodni Floridi. Tudi to so ovirale težave z poveljevanjem in nekaj vojakov, ki so prispeli na Florido, je bilo zavrnjenih v bitki pri Alligator Bridge. Savannah so zavzele britanske sile, poslane iz New Yorka decembra 1778, ki so se jim kmalu pridružile čete iz St. Augustina, s čimer je bila ponovno vzpostavljena kraljeva oblast v Georgiji.
Mesto bitke se zdaj nahaja v Jacksonvillovem Thomas Creek Preserve in je del "Timucuan Ecological and Historic Preserve". Samo mesto je nerazvito; na bližnji U. S. Route 1 je avtocestni znak, ki spominja na bitko.

## Dodatno branje
- Elbert's orderly book of the campaign